# Взрыв на шахте имени Ленина (Шахтинск)
Взрыв на шахте имени Ленина (каз. Ленин атындағы шахтадағы апат) — техногенная катастрофа, случившаяся на шахте имени Ленина в городе Шахтинск Карагандинской области (Казахстан) 20 сентября 2006 года. В результате взрыва метана погиб 41 горняк. Одна из крупнейших аварий в истории Карагандинского угольного бассейна.

## Авария
20 сентября в забое 306 Д10-В для планового ремонта вентиляционного трубопровода был остановлен вентилятор местного проветривания. Взрыв произошел в 8:56, когда в шахте находились 368 человек. Взрывной волной накрыло четыре с половиной километра. Мощная взрывная волна мгновенно разбросала тела погибших на километр от эпицентра. Самоспасатели оказались не нужны. Люди просто не успели ими воспользоваться.

## Спасательная операция
Через несколько минут под землю спустились спасатели. К шахте начали стягивать военизированные горноспасательные части со всей области. К полудню бойцы ВГСЧ отыскали и подняли на поверхность 18 тел погибших горняков. Один шахтёр был жив к моменту прибытия спасателей, однако ввиду тяжелого состояния здоровья шахтёр скончался в клети. Еще 25 человек оставались под землёй. Шансов на спасение у них было мало.
Как мы утром приехали на шахту, тела уже начали поднимать. И так все время: искали — выносили, искали — выносили. Ходили туда-сюда, носили ребят, выдавали на поверхность. Когда мы уходили, под землей оставался только один погибший. Другие ребята спустились и вытащили последнего. Хоронить погибших будут в закрытых гробах, а там, что уже будет внутри этих гробов… Неизвестно, как их там в морге раскидают. Мы-то старались поднять все. Находишь тело, и все, что вокруг тела лежит, собираешь, складываешь на одни носилки. Если нет ноги, ищешь ногу, если нет руки — руку, нет головы, ищешь голову. Находишь, собираешь, накрываешь шахтёрской спецовкой и выдаешь. Потом таким же образом собираешь следующего погибшего…Из рассказа горноспасателя
Через сутки после аварии на поверхность подняли тело последнего погибшего. В списке жертв значатся следующие цифры: количество погибших — 41 человек, количество пострадавших — 7.

## Причины аварии
После остановки вентилятора в выработке стал скапливаться газ. В это время вопреки требованиям техники безопасности там находился человек. Как предполагает комиссия, электрослесарь работал на открытом электрооборудовании. Вместо блока дистанционного управления на групповом пускателе была установлена самодельная перемычка. Тупик не проветривался в течение 27 минут, содержание газа достигло взрывоопасной концентрации. В этот момент подали электроэнергию, разобранный пускатель заискрил, произошёл взрыв.
Комиссия также пришла к выводу, что к возникновению аварии причастны 22 человека, в том числе бывшие первые руководители компании АО «Миттал Стил Темиртау». Однако обвинения были предъявлены восьми инженерно-техническим работникам шахты. 

Суд приговорил:
- механика участка Ковалёва — к трём годам и шести месяцам лишения свободы с отбыванием срока в колонии-поселении;
- начальника третьего участка подготовительных работ Сулейменова — к трём годам в колонии-поселении;
- главного инженера шахты Тонких — к двум годам и шести месяцам в колонии-поселении;
- начальника смены Кинзибаева — к двум годам в колонии-поселении;
- главного энергетика шахты Боргуля — к одному году в колонии-поселении;
- главному механику Сысуеву, начальнику участка ВТБ Иванкову и начальнику участка монтажно-демонтажных работ Дуденко судья дал по одному году условно с испытательным сроком на один год.

| Список погибших | Список погибших                    | Список погибших | Список погибших |
| --------------- | ---------------------------------- | --------------- | --------------- |
| №               | ФИО                                | Должность       | Возраст         |
| 1               | Александров Николай Евгеньевич     |                 | 58 лет          |
| 2               | Алимов Виктор Васильевич           |                 | 49 лет          |
| 3               | Бакров Александр Анатольевич       |                 | 32 года         |
| 4               | Булатник Виталий Викторович        |                 | 26 лет          |
| 5               | Васильев Александр Владимирович    |                 | 46 лет          |
| 6               | Гайдуков Игорь Васильевич          |                 | 30 лет          |
| 7               | Гатиятуллин Ильдар Рашитович       |                 | 28 лет          |
| 8               | Горбачёв Александр Николаевич      |                 | 51 год          |
| 9               | Гурин Виктор Владимирович          |                 | 24 года         |
| 10              | Густомясов Дмитрий Владимирович    |                 | 21 год          |
| 11              | Долганов Александр Валентинович    |                 | 31 год          |
| 12              | Дронов Геннадий Александрович      |                 | 45 лет          |
| 13              | Ивченко Юрий Викторович            |                 | 44 года         |
| 14              | Ильин Александр Васильевич         |                 | 54 года         |
| 15              | Каргин Виктор Анатольевич          |                 | 31 год          |
| 16              | Киппес Владимир Робертович         |                 | 58 лет          |
| 17              | Кныш Александр Дмитриевич          |                 | 47 лет          |
| 18              | Кобяшев Игорь Витальевич           |                 | 36 лет          |
| 19              | Корюкин Борис Иванович             |                 | 61 год          |
| 20              | Краснов Александр Ефимович         |                 | 50 лет          |
| 21              | Кужамберлин Марат Серикович        |                 | 42 года         |
| 22              | Кыздарбеков Еркен Кусаинович       |                 | 39 лет          |
| 23              | Маленок Николай Викторович         |                 | 35 лет          |
| 24              | Мальцев Олег Витальевич            |                 | 33 года         |
| 25              | Макаров Сергей Сергеевич           |                 | 33 года         |
| 26              | Маркус Андрей Андреевич            |                 | 48 лет          |
| 27              | Масло Владимир Петрович            |                 | 45 лет          |
| 28              | Огурцов Анатолий Андреевич         |                 | 28 лет          |
| 29              | Панасенко Василий Васильевич       |                 | 48 лет          |
| 30              | Перетягин Денис Валерьевич         |                 | 24 года         |
| 31              | Полещук Василий Петрович           |                 | 41 год          |
| 32              | Рвачёв Игорь Александрович         |                 | 38 лет          |
| 33              | Сальцев Игорь Алексеевич           |                 | 32 года         |
| 34              | Серёгин Михаил Иванович            |                 | 50 лет          |
| 35              | Сибгатуллин И. Ш.                  |                 | 32 года         |
| 36              | Смайлов Манарбек Садыкович         |                 | 35 лет          |
| 37              | Соболев Александр Геннадьевич      |                 | 35 лет          |
| 38              | Степляков Александр Константинович |                 | 44 года         |
| 39              | Ундербаев Асхат Кабылбакиевич      |                 | 24 года         |
| 40              | Ушнурцев Николай Витальевич        |                 | 44 года         |
| 41              | Яшин Владимир Александрович        |                 | 51 год          |

## Последующая авария
3 ноября 2022 года произошла новая авария — при бурении скважин произошел внезапный выброс газа, что повлекло гибель пяти работников. Президент Казахстана Касым-Жомарт Токаев заявил, что аварии на предприятии «АрселорМиттал Темиртау» приобрели системный характер.